# 中国2010年上海世界博览会立陶宛馆
中国2010年上海世界博览会立陶宛馆是2010年上海世博会上代表立陶宛的展馆，位于世博园区C片区。立陶宛馆的主题为“盛开的城市”。
立陶宛馆的最大特色是其展厅中央一类似花蕾的巨型“热气球”，以示立陶宛是世界上允许民众乘坐热气球的少数国家之一。在“热气球”内部还有移动的舞台以及大礼堂。而展馆的另一特色则是篮球的互动活动，用来宣传2011年在立陶宛举办的欧洲篮球锦标赛。
另外，展馆的礼品店中还出售有立陶宛的特产——琥珀。